# ヴャチェスラフ・チーホノフ
ヴャチェスラフ・ワシーリエヴィッチ・チーホノフ（露: Вячесла́в Васи́льевич Ти́хонов, 英: Vyacheslav Vasilyevich Tikhonov, 1928年2月8日 - 2009年12月4日） は、ソビエト連邦、ロシアの俳優である。

## 経歴
現在のモスクワ州パヴロフスキー・ポサドで生まれた。
1945年、全ロシア映画大学に入学。学生時代に映画『若き親衛隊』（ru:Молодая гвардия (фильм), 監督、脚本：セルゲイ・ゲラシモフ 〈Sergei Gerasimov〉）で役者としてデビュー。当時の同級生で後に有名な女優になるノンナ・モルジュコーワと結婚。
1957年、ゴーリキー・フィルム・スタジオに加入。
1965年 - 1967年、セルゲイ・ボンダルチュク監督の『戦争と平和』（レフ・トルストイ原作）にアンドレイ役で出演。作品は米国アカデミー賞外国語映画賞など数々の賞を受賞。1966年（昭和41年）6月19日、同作第一部の日本公開のため、監督兼ピエール役のボンダルチュク、ナターシャ役のリュドミラ・サベーリエワ、エレン役で出演したイリーナ・スコブツェワとともに日本を訪問した。
2002年、心筋梗塞を発作した。2009年にモスクワで死去し、当時のドミートリー・メドヴェージェフ大統領が弔慰を表明した。
調査船ヴャチェスラフ・チーホノフ号は彼にあやかって名付けられた。

## 受賞
- 1962年 - ソ連功労芸術家
- 1969年 - 連邦社会主義共和国人民芸術家
- 1970年 - ソ連国家賞
- 1974年 - ソ連人民芸術家
- 1976年 - ワシリエフ兄弟賞『春の十七の瞬間』
- 1980年 - レーニン賞『黒い耳の白い犬』
- 1980年 - タラス・シェフチェンコ賞
- 1982年 - 社会主義労働英雄
- 1982年 - レーニン勲章
- 名誉記章勲章
- 2008年 - 名誉勲章（母国映画撮影術発展への大貢献及び芸術家としての長年活躍に対して）[3]。

## 出演作品
- 1948年 - 若き親衛隊
- 1951年 - タラス・シェフチェンコ
- 1952年 - マキシムカ
- 1962年 - 愛あればこそ
- 1965年 - 1967年 - 戦争と平和
- 1971年 - 向こう側から来た男
- 1971年 - エゴール・ブルイチョフ
- 1973年 - 春の十七の瞬間
- 1975年 - 祖国のために
- 1977年 - 黒い耳の白い犬
- 1977年 - 対話
- 1984年 - TASS Is Authorized to Declare...
- 1994年 - 太陽に灼かれて